# フォーブス・インディア
フォーブス・インディア（Forbes India）は、経済紙フォーブスのインド版。ネットワーク18グループ（リライアンス・インダストリーズの子会社）が所有している。

## 歴史
2008年に創刊され、これまでに5万部以上を発行、5億ルピーを売り上げている。雑誌は隔週で発行している。
2013年5月にファーストポスト（ネットワーク18グループ所有）と合併し、フォーブス・インディアの編集長インドラジート・グプタを含む4名の幹部が解雇された。この解任劇はメディア業界に衝撃を与え、ムンバイのプレス・クラブは解任に対して「彼らを会社から不当に追い出したことは恥ずべきことである。ジャーナリストは情報のメッセンジャーであるだけではなく、市民社会の集合的な声である」とする非難声明を発表した。その後、フォーブス・インディアの新編集長にはR・ジャガンナータン（ファーストポスト編集長）が就任し、彼はザ・キャラバンの取材の中で「フォーブスはNGOではありません。また、反資本主義でもありません」とコメントしている。この発言はリライアンス・インダストリーズから多額の資金投入が行われたことで、フォーブス・インディアの政治姿勢が右派寄りに転じた兆候だと指摘されている。

## 姉妹誌
- オーバードライブ（英語版） - 自動車雑誌
- ベター・フォトグラフィー（英語版） - 写真雑誌
- ベター・インテリアズ（英語版） - インテリア・デザイン雑誌[9]